# Воронова Мальвіна Юріївна
Мальвіна Юріївна Воронова (1979 р., Кіровоград) — українська журналістка, публіцистка, викладачка, кандидатка філологічних наук.
Головна редакторка журналу «Личности Украины» у 2007-2008 роках та редакторка театрального порталу «ТЕАТРЕ» у 2007 ― 2012 роках. Постійна авторка і членкиня редколегії журналу «Личности».

## Життєпис
Народилася 10 червня 1979 року в місті Кропивницькому. Навчалася у Кіровоградській спеціалізованій школі № 32 із поглибленим вивченням англійської мови, яку закінчила в 1996 році з золотою медаллю. У 1997 році вступила до Інституту журналістики КНУ імені Тараса Шевченка. Протягом навчання, починаючи з другого курсу, співпрацювала з періодичними виданнями: «Вечірній Київ», «Україна і світ сьогодні», «Натали». Брала участь у різноманітних проектах, у тому числі й навчальних, перебуваючи на різних посадах від літературної редакторки до редакторки. Закінчила університет із дипломом магістра з відзнакою.
До вступу в аспірантуру (січень-жовтень 2003) працювала редакторкою в приватному редакційно-видавничому підприємстві «Юма-прес». В 2003 році вступила до аспірантури Інституту журналістики КНУ імені Тараса Шевченка, де продовжила науково-педагогічну діяльність, вивчаючи проблему сучасної української портретистики.
Із 2007 року — кандидатка філологічних наук. Захистила кандидатську дисертацію на тему «Сучасна українська портретистика: жанрова диференціація і поетика». Нині — доцентка кафедри періодичної преси Інституту журналістики Київського національного університету імені Тараса Шевченка. Дисертацію було апробовано у фахових виданнях ВАК України, міжнародними науково-практичними конференціями та в межах таких лекційно-практичних курсів як: Теорія журналістики", «Теорія і практика журналістської творчості», «Методи і прийоми журналістської творчості», «Проблематика ЗМІ: політична журналістика», «Поетика журналістського твору».
Деякий час (2005-2006 рр.) працювала сумісницею в Інституті української філології Національного педагогічного університету імені М. П. Драгоманова на кафедрі журналістики. Викладала різні дисципліни, зокрема: «Основи і планування редакційної роботи», «Робота з автором», «Художнє редагування». Нині — доцентка кафедри періодичної преси Інституту журналістики Київського національного університету імені Тараса Шевченка.
Була головною редакторкою журналу «Личности Украины» у 2007-2008 роках та редакторокою театрального порталу «ТЕАТРЕ» у 2007 ― 2012 роках. Постійна авторка і членкиня редколегії журналу «Личности».

## Наукова концепція
Центральною темою досліджень Мальвіни Воронової є жанр публіцистичного портрета. Вивченню його вона присвятила більше 10 років. Свою позицію викладала в працях «Особистість у публіцистичному портреті: пізнання й вираження в слові», «Феноменологічний зміст публіцистичного портрета», «Публіцистичний портрет: методологічні засади і сучасна модель тощо». Згідно з дослідженнями Мальвіни Воронової, публіцистичний портрет — це:
1. центральний людинознавчий жанр публіцистики;
2. жанр, який протягом історії людства не змінював свого призначення;
3. жанр, що має унікальне духовне значення: він зберігає завдяки силі й енергії Слова образ людини нетлінним;
4. жанр, що є універсальною формою для збереження історичної пам'яті про Особистість;
5. жанр, який, пристосовуючись до сучасних умов (глобалізації, масовізації, комунікативного й інформаційного шуму), продовжує виконувати свою місію ― новітніми засобами свідчити про роль Людини в історичному процесі;
6. жанр, що набагато ширший і глибший за радянську теорію портретного нарису, якого досі вперто тримається українська/російська школи журналістики.[2][3][4][5]

## Журнал «Личности Украины»[6]
У 2008-2008 роках виходив журнал «Личности Украины». Його місія полягала в тому, аби:
1) говорити про духовних провідників української культури, очистивши їх від радянських ідеологічних інтерпретацій та псевдо-націоналістичного некритичного сприйняття;
2) записувати спогади сучасників про видатних діячів ХХ століття;
3) відкривати нові імена, популяризуючи в суспільстві талановитих людей різних професій.
У процесі роботи журналу були створені портретно-біографічні матеріали про Г. Сковороду, Л. Українку, Марко Вовчок, Г. Нарбута, О. Довженка, М. Семенка, С. Параджанова та інших.
Автори проєкту під керівництвом Мальвіни Воронової записали унікальні спогади дружини Григорія Тютюнника ― Олени Черненко та надрукували епістолярну спадщину подружжя, що мала виняткову літературно-художню цінність («ЛУ» № 2/2008). Були також записані спогади художника Федора Примаченко про його геніальну матір ― художницю Марію Примаченко («ЛУ» № 2/2008). Матеріал «Марія Примаченко: простий геній» виявився останнім інтерв'ю в житті художника й містить найбільш повні й живі спогади сина й невістки (Катерини Примаченко) про видатну українську художницю-народницю.
Однією з місій роботи редакції було відновлювати справедливість щодо незаслужено забутих чи неоціненних імен. Для одного з номерів Мальвіна Воронова записала інтерв'ю з член-кореспондентом НАН України, доктором фізико-математичних наук, професором Петром Фоміним. Одна з місій цього матеріалу ― відновити наукову справедливість, адже П. Фомін ― автор теорії походження Всесвіту із вакууму ― не мав належного визнання в Україні. Мало хто знав, що ця концепція взагалі була «народжена» в Україні, оскільки через низку обставин її було швидше популяризовано закордоном, ніж на батьківщині.
Також Воронова записала унікальні родинні спогади про науковицю-новаторку Катерину Ющенко ― фундаторку наукової школи теоретичного програмування. Вона займалася програмуванням для першого в усій континентальній Європі комп'ютера, створеного в НАН України під керівництвом С. Лєбєдєва.
Автори журналу писали про талановитих сучасників, в поле їхнього зору потрапляли обдаровані люди самих різних професій. Це: режисер Владислав Троїцький; редактор літературно-художнього журналу «Радуга» ― Юрій Ковальський"; кукольниця Настя Крава; актори Ксенія Ніколаєва та Ахтем Сеїтаблаєв; тангеро Інес Ніколуліас.
Для проекту писали як відомі українські публіцисти (Леонід Ушкалов, Ніла Зборовська), так і маловідомі тоді, але талановиті журналістики, переважно ― випускники Інституту журналістики КНУ імені Тараса Шевченка: Марися Нікітюк, Сергій Гаранський, Сергій Наконечний, Данило Білик, Світлана Лихограй, Егіне Габріелян.